# Cortinarius elegantior
Cortinarius elegantior (Elias Magnus Fries, 1818 ex Elias Magnus Fries, 1838) din încrengătura Basidiomycota, în familia Cortinariaceae și de genul Cortinarius este o specie destul de frecventă de ciuperci comestibile care coabitează, fiind un simbiont micoriza (formează micorize pe rădăcinile arborilor). O denumire populară nu este cunoscută. În România, Basarabia și Bucovina de Nord trăiește pe sol calcaros sociabil în grupuri mai mari sau mai mici, uneori aproape în smocuri, în păduri de conifere precum în cele mixte sub molizi, foarte rar chiar și pe lângă fagi. Apare de la câmpie la munte din (august) septembrie până târziu în noiembrie. Bruno Cetto: „Der große Pilzführer”, vol. 1, ed. a 5-a, Editura BLV Verlagsgesellschaft, München, Berna, Viena 1979, p. 224-225, ISBN 3-405-12116-7</ref>

## Taxonomie

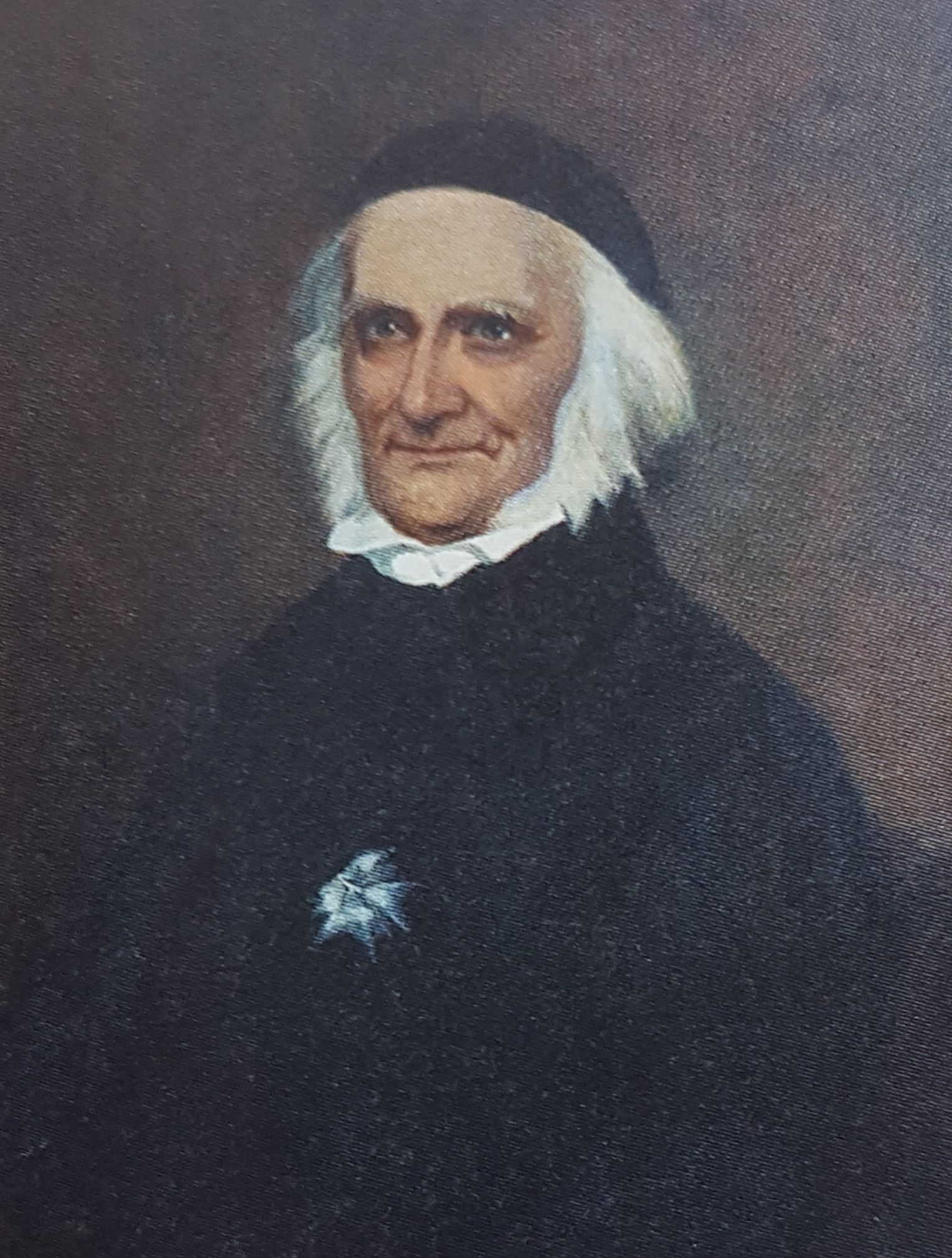
Elias M. Fries

Numele binomial a fost determinat drept Cortinarius multiformis var. elegantior de renumitul savant suedez Elias Magnus Fries în volumul 2 al operei sale Observationes mycologicae din 1818 și redenumit de el însuși în Cortinarius elegantior, de verificat în lucrarea sa Epicrisis systematis mycologici, seu synopsis hymenomycetum din 1838, fiind numele curent valabil (2021).
Taxoni obligatori sunt Myxacium elegantius al micologului german Paul Kummer din 1871 precum cel al compatriotului său Friedrich Otto Wünsche din 1877, anume Phlegmacium elegantius, ambii bazând pe descrierea lui Fries.
În 2022, micologii finlandezi Tuula Niskanen și Kare Liimatainen au propagat mutarea speciei la genul Calonarius, creat de ei, sub termenul Calonarius elegantior.
Toate celelalte încercări de redenumire precum formele și variațiile descrise sunt acceptate drept sinonime. 
Epitetul specific este derivat din cuvântul latin (latină elegans= cu gust, elegant, aici în comparativ: mai elegant), datorită aspectului frumos al ciupercii.

## Descriere

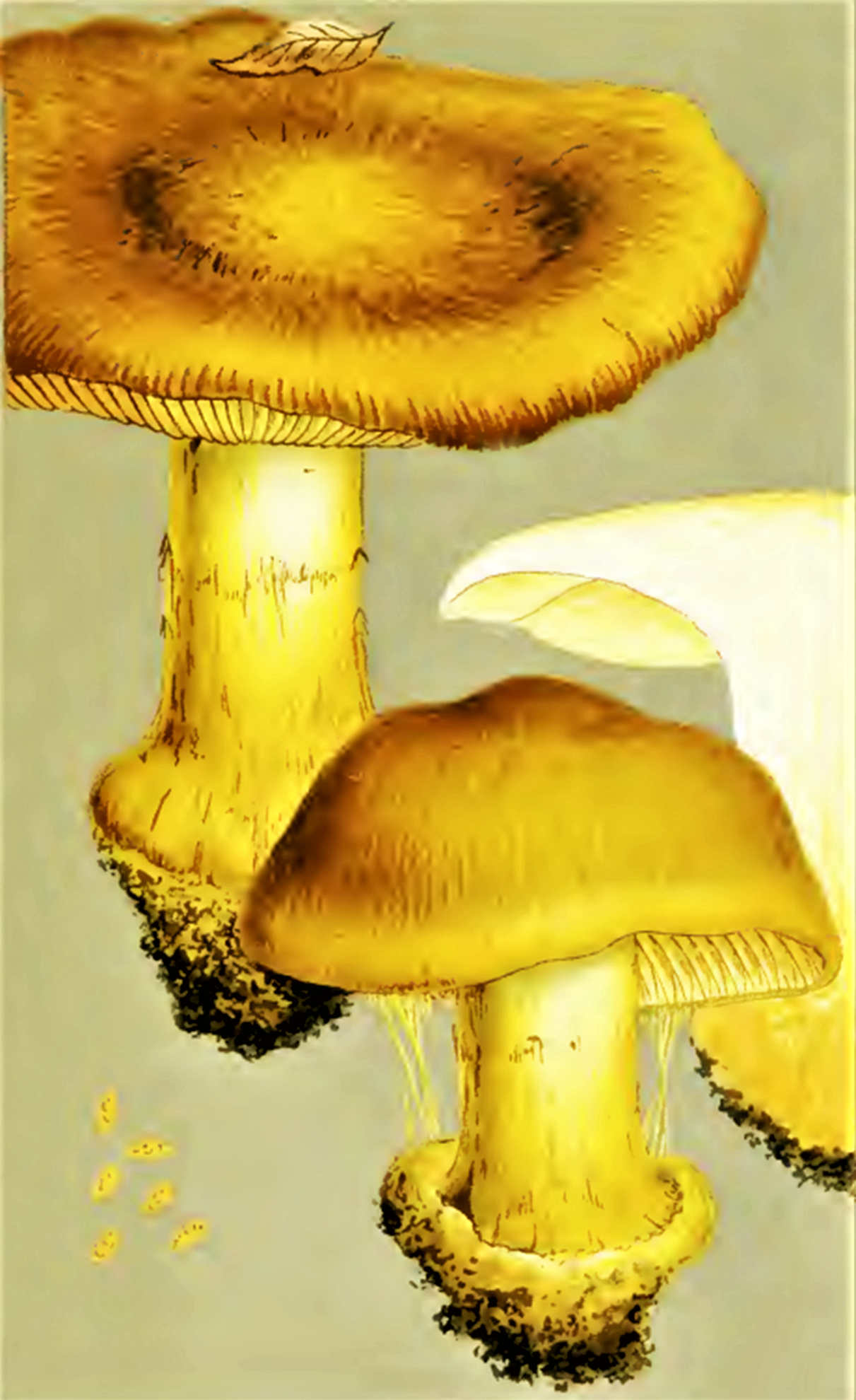
Cooke: C. turbinatus sensu Cooke

- Pălăria: cărnoasă și compactă cu un diametru între 5 și 10 (12 cm), este la început boltită emisferic, ulterior puternic convexă cu marginea răsucită înspre interior, în vârstă aplatizată, uneori ondulată. Cuticula decojibilă, netedă, cu fibre încarnate mai închise, este la ariditate lucioasă sau licărește mătăsos, la umezeală cleioasă. Coloritul diferă, el poate fi galben-auriu, galben de paie, brun-portocaliu, ocru-maroniu sau brun-gălbui, mereu și cu nuanțe măslinii, fibrele fiind brune. Spre centru este mai maroniu, la bătrânețe brun, adesea și pătat.
- Lamelele: sunt destul de groase, nu prea aglomerate, intercalate, bifurcate, de obicei aderate și mai mult sau mai puțin bombate spre picior, fiind învăluite la început de o cortină ca de paianjeniș albă, rest al vălului parțial. Dar înfățișarea poate fi foarte diferită, astfel lamelele sunt uneori drepte sau chiar slab concave aderate cu un dinte la tijă. Muchiile devin cu avansarea în vârstă din ce în ce mai crestate. Coloritul este inițial galben de paie, apoi galben-măsliniu și în sfârșit maroniu cu pete ruginii.
- Piciorul: uscat până lipicios, solid, tare și grosolan, plin pe dinăuntru, cilindric, spre bază cu un bulb bordurat, tăios și înclinat are o lungime de 5-10 și o lățime de 1,2-2,5 cm (în bulb de până la 5 cm). Prezintă o zonă inelară repede trecătoare galbenă de sulf. Coloritul este la început albicios, apoi galben de paie, devenind cu timpul din ce în ce mai brun.
- Carnea: este compactă, fermă, palid-gălbuie, în miez și la baza piciorului puțin roșiatică, devenind la bătrânețe roșu-portocalie asemănător rubarbei. După o leziune se decolorează adesea ceva maroniu, dar odată tăiată pălește cu timpul. Mirosul este imperceptibil, și gustul blând, amintind ceva de nuci.[3][4]
- Caracteristici microscopice: are spori cu o dimensiune de 12,5-14,5 x 7-7,5 microni colorați ocru, în formă de lămâie, cu un apex lunguieț, dar minuscul (1-2 µm) și golaș, în rest ornamentați puternic, presărați cu negi solitari, uneori conectații reciproc, foarte grosolani și încrustați, prezentând în interior foarte des o picătură mare uleioasă. Pulberea lor este ruginie. Basidiile clavate, uneori cu o granulație vinacee poartă 4 sterigme de 4,5-6 µm lungime fiecare și măsoară 35-45 x 7,5-12,5 microni. Cistidele (elemente sterile situate în stratul himenal sau printre celulele din pielița pălăriei și a piciorului, probabil cu rol de excreție) lipsesc.[11]
- Reacții chimice: carnea bazei se decolorează sub aburi de amoniac imediat roz, cu hidroxid de potasiu de 30%, carnea se decolorează în bulbul piciorului roșu-violaceu, în restul tijei roz palid, cuticula devenind arămie, mai departe, carnea cu sulfat de fier foarte slab verzui, lamelele căpătând un colorit murdar.[11][12]

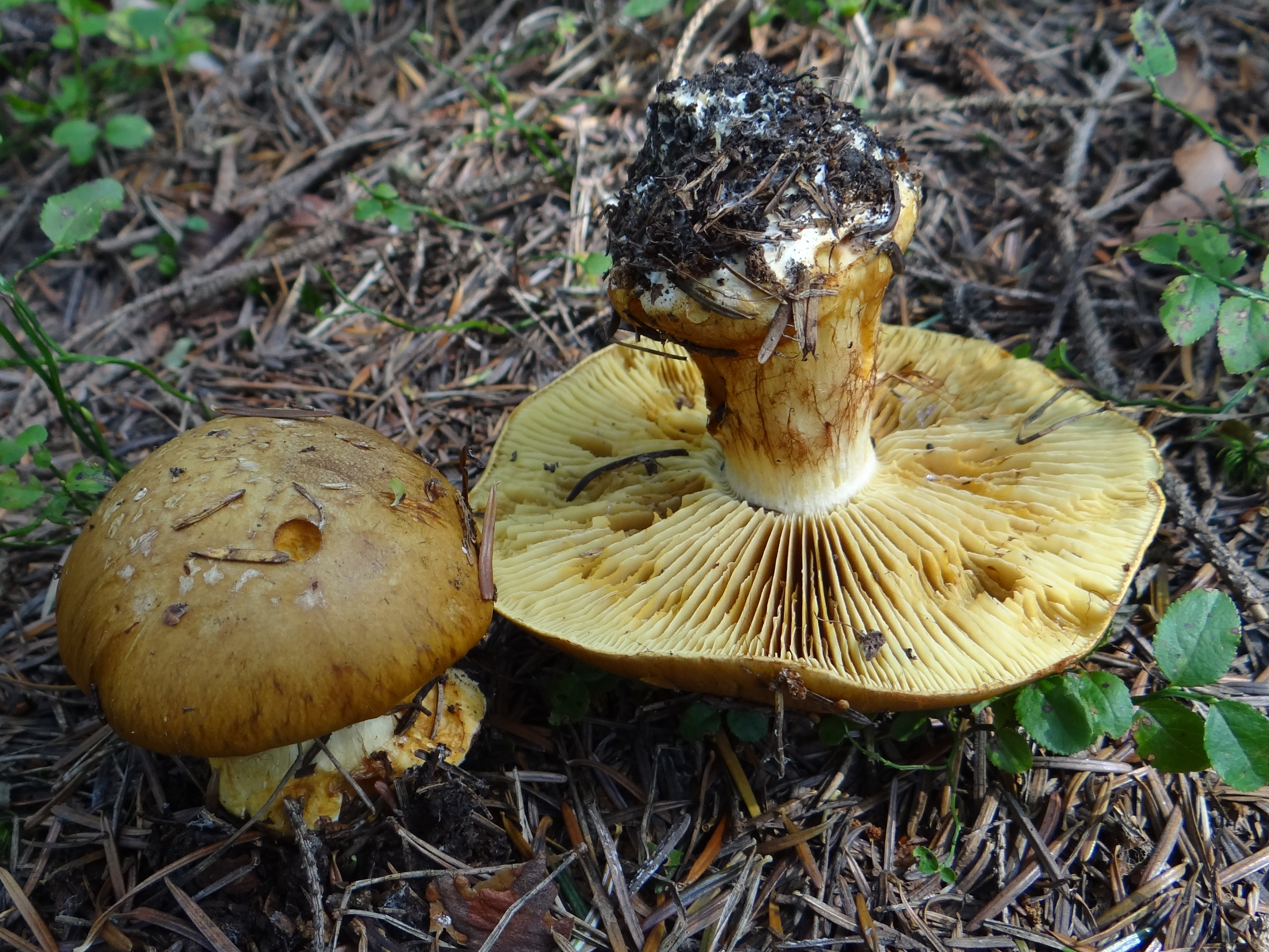
C. elegantior mai tânăr: pălărie; mai bătrân: lamele și picior
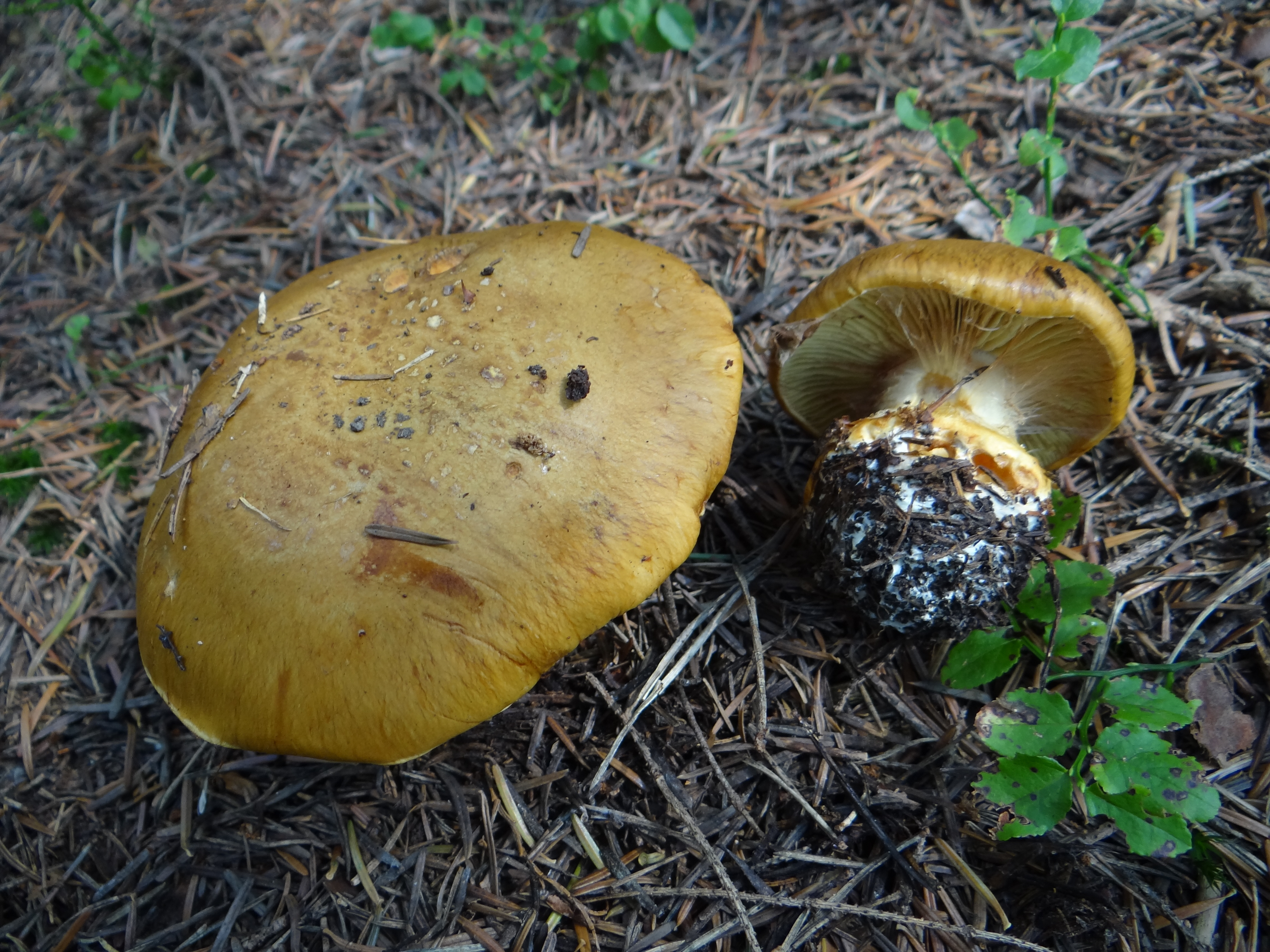
C. elegantior mai bătrân: pălărie; mai tânăr: lamele și picior

## Confuzii
Specia poate fi confundată de exemplu cu Cortinarius bovinus (necomestibil), Cortinarius callochrous (necomestibil), Cortinarius claricolor (comestibil) Cortinarius crassus (comestibil), Cortinarius elegantissimus (otrăvitor), Cortinarius fulmineus (otrăvitor, miros slab de ciuperci, trăiește numai în păduri de foioase) + imagini, Cortinarius infractus (necomestibil, extrem de amar), Cortinarius meinhardii sin. Cortinarius vitellinus (letal), Cortinarius mucosus (comestibil), Cortinarius multiformis (comestibil), Cortinarius mussivus sin. Cortinarius russeoides (necomestibil), Cortinarius olearioides sin. Cortinarius fulgens (necomestibil, trăiește numai în păduri de foioase) + imagini Cortinarius rubicundulus (otrăvitor, lamele ocru, bătrâne brun de scorțișoară, carnea colorându-se  după tăietură imediat galben, apoi maro, gust și miros ușor de ridichi), Cortinarius saginus (comestibil), Cortinarius scaurus (necomestibil), Cortinarius splendens (posibil letal, carne galbenă) Cortinarius talus (comestibil), Cortinarius turmalis (necomestibil), Cortinarius varius (comestibil) sau Cortinarius xanthophyllus (necomestibil). + imagini

## Specii asemănătoare în imagini

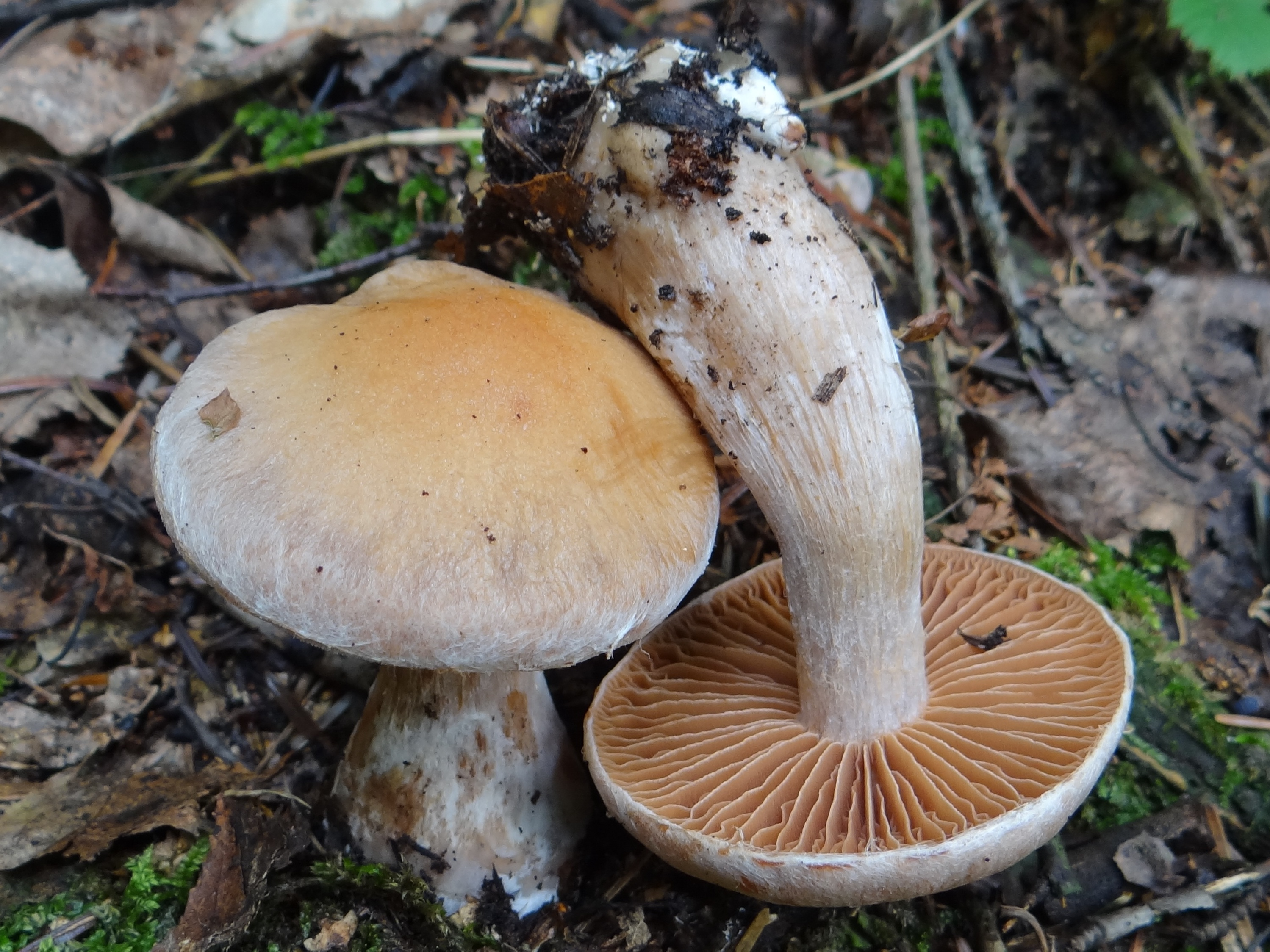
!Cortinarius bovinus!
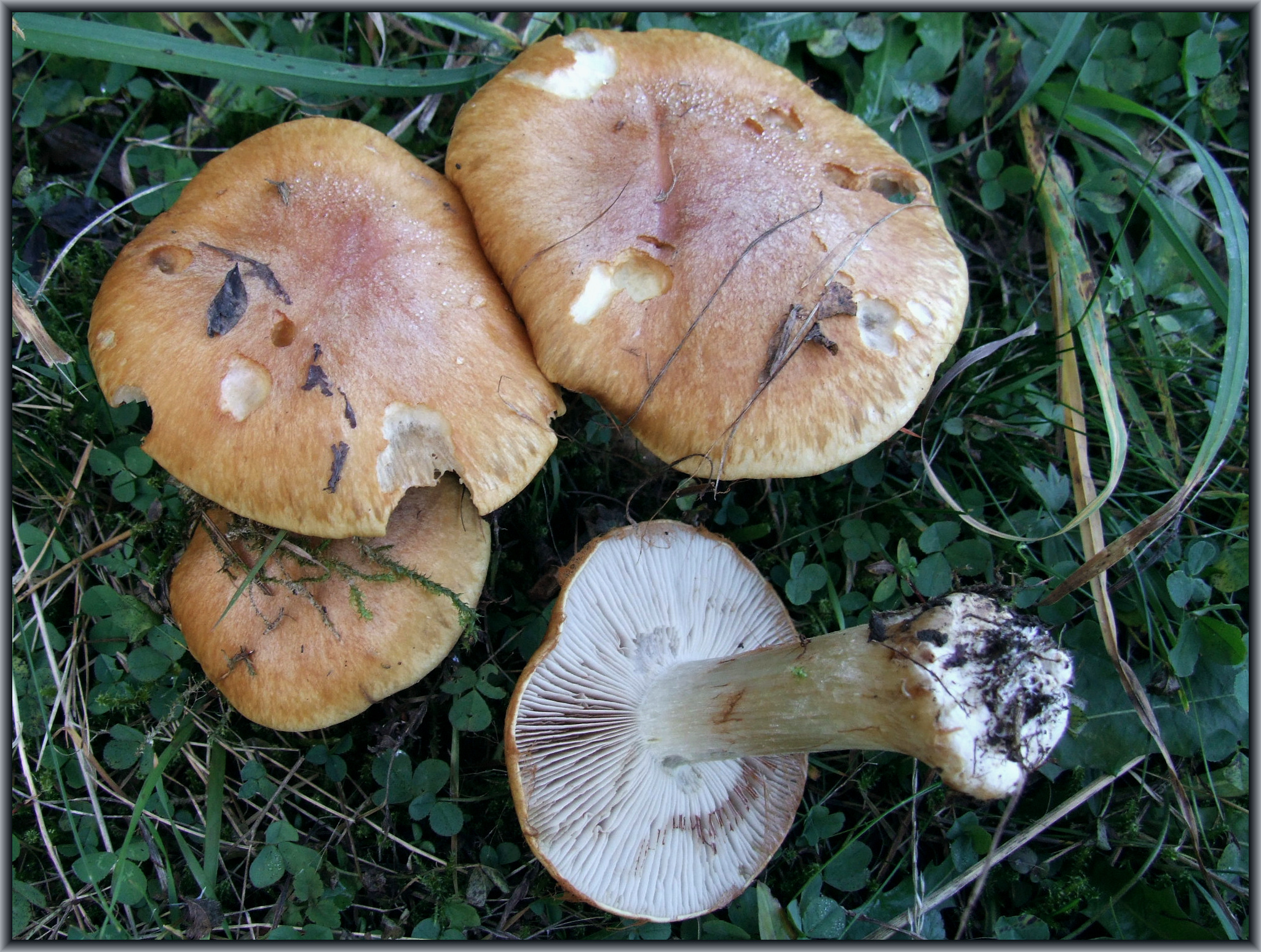
!Cortinaroius callochrous!
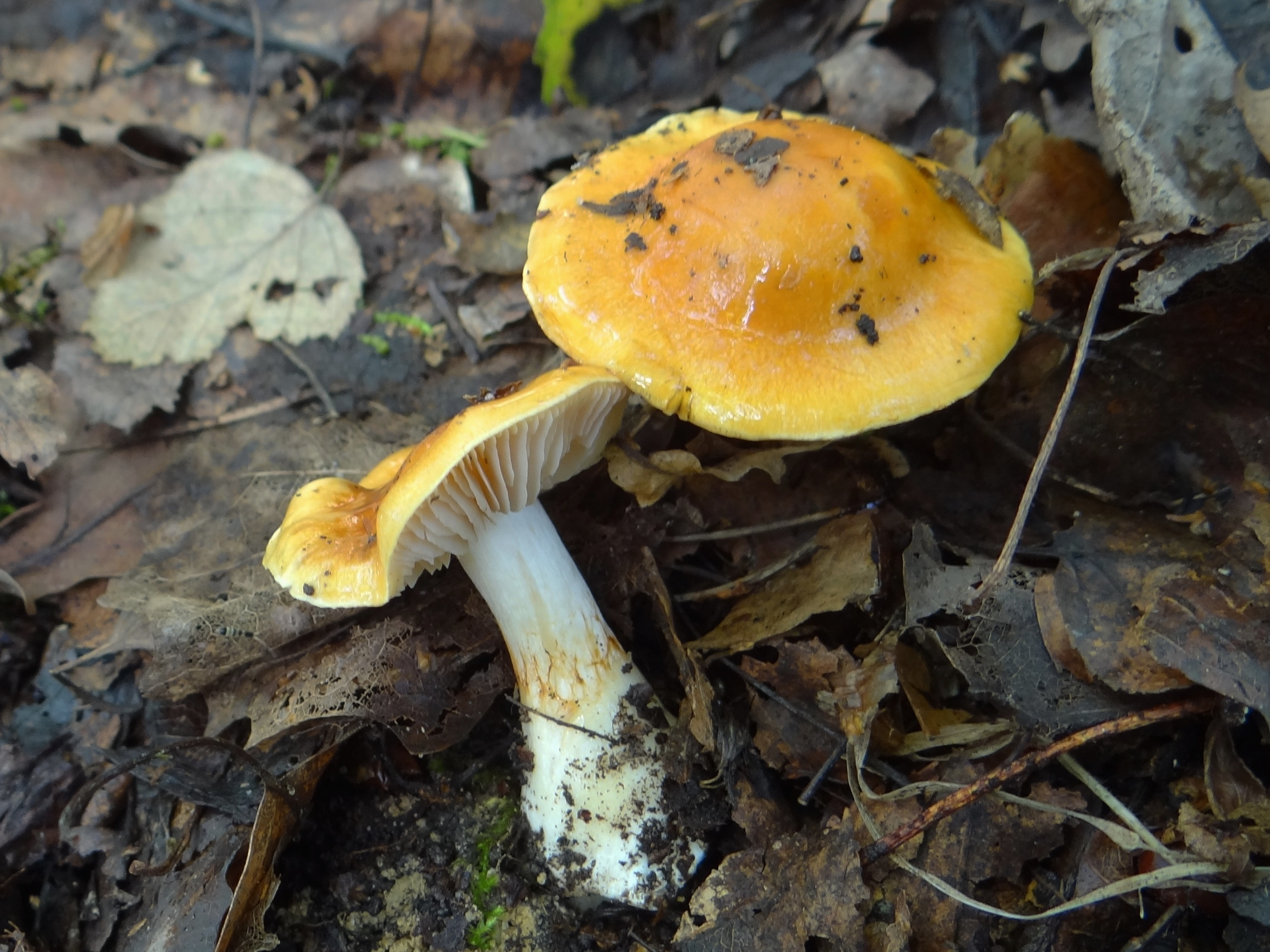
Cortinarius claricolor
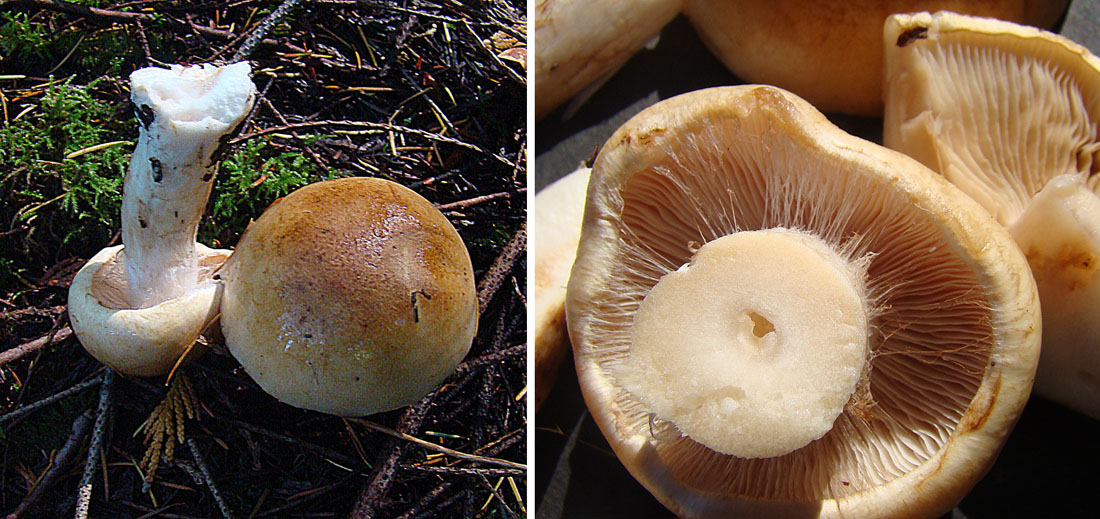
Cortinarius crassus
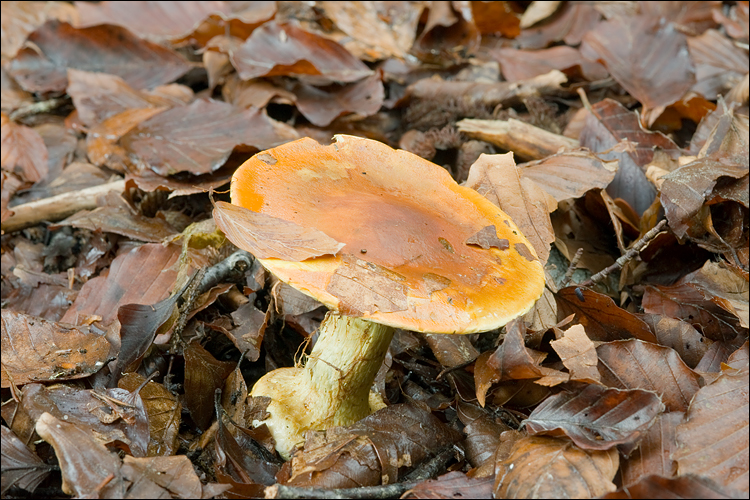
!!Cortinarius elegantissimus!!
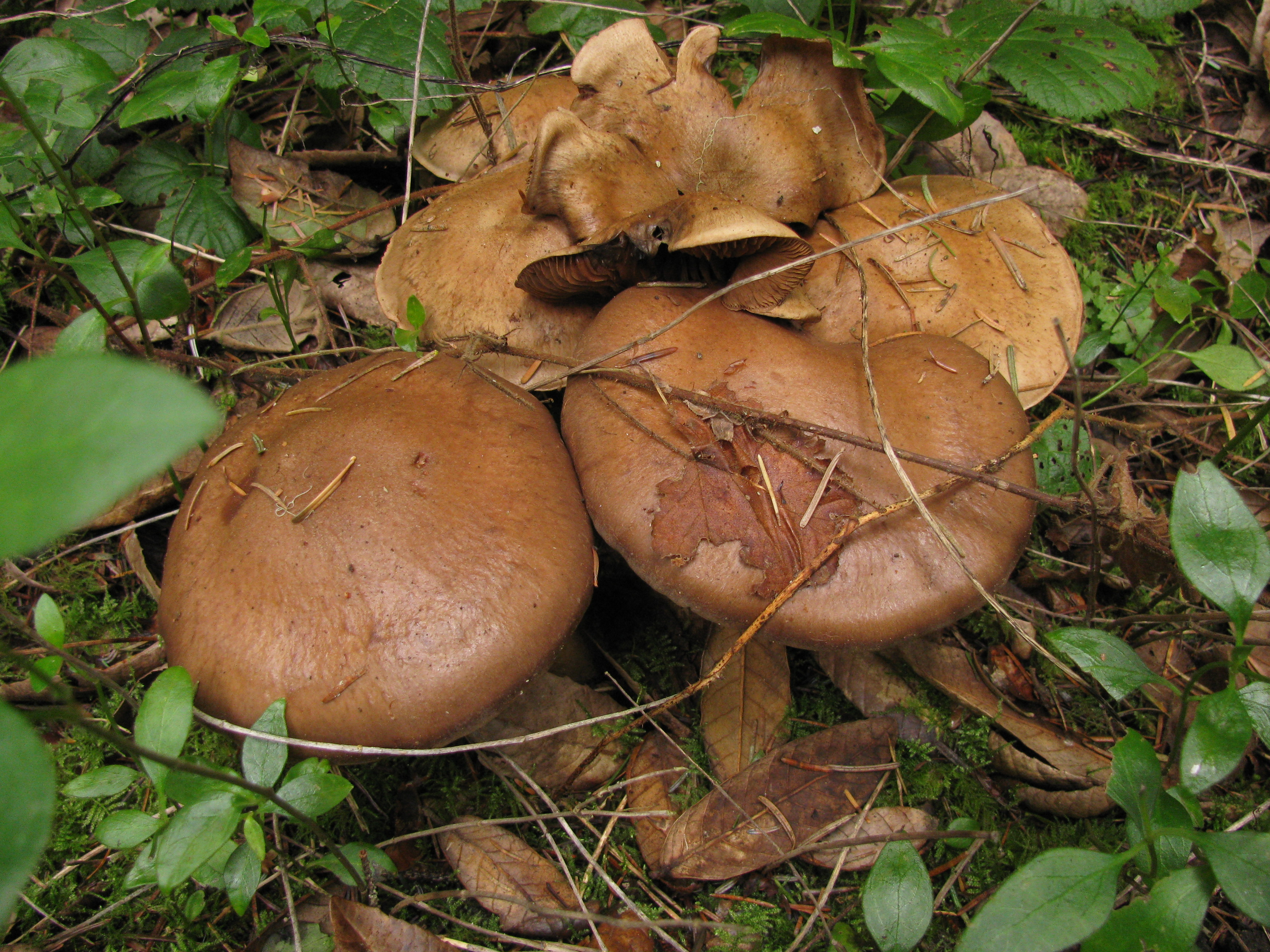
!Cortinarius infractus!

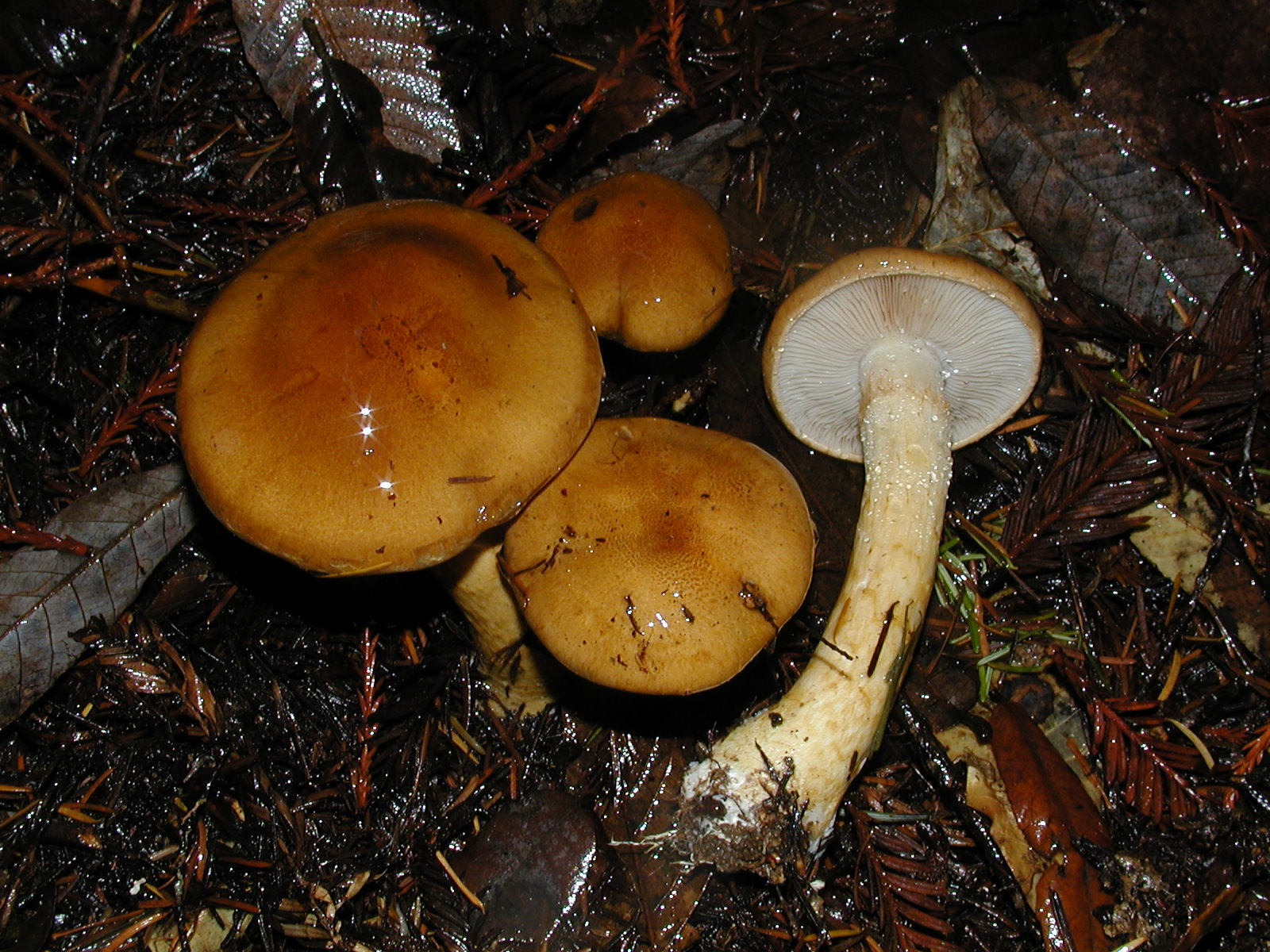
Cortinarius mucosus
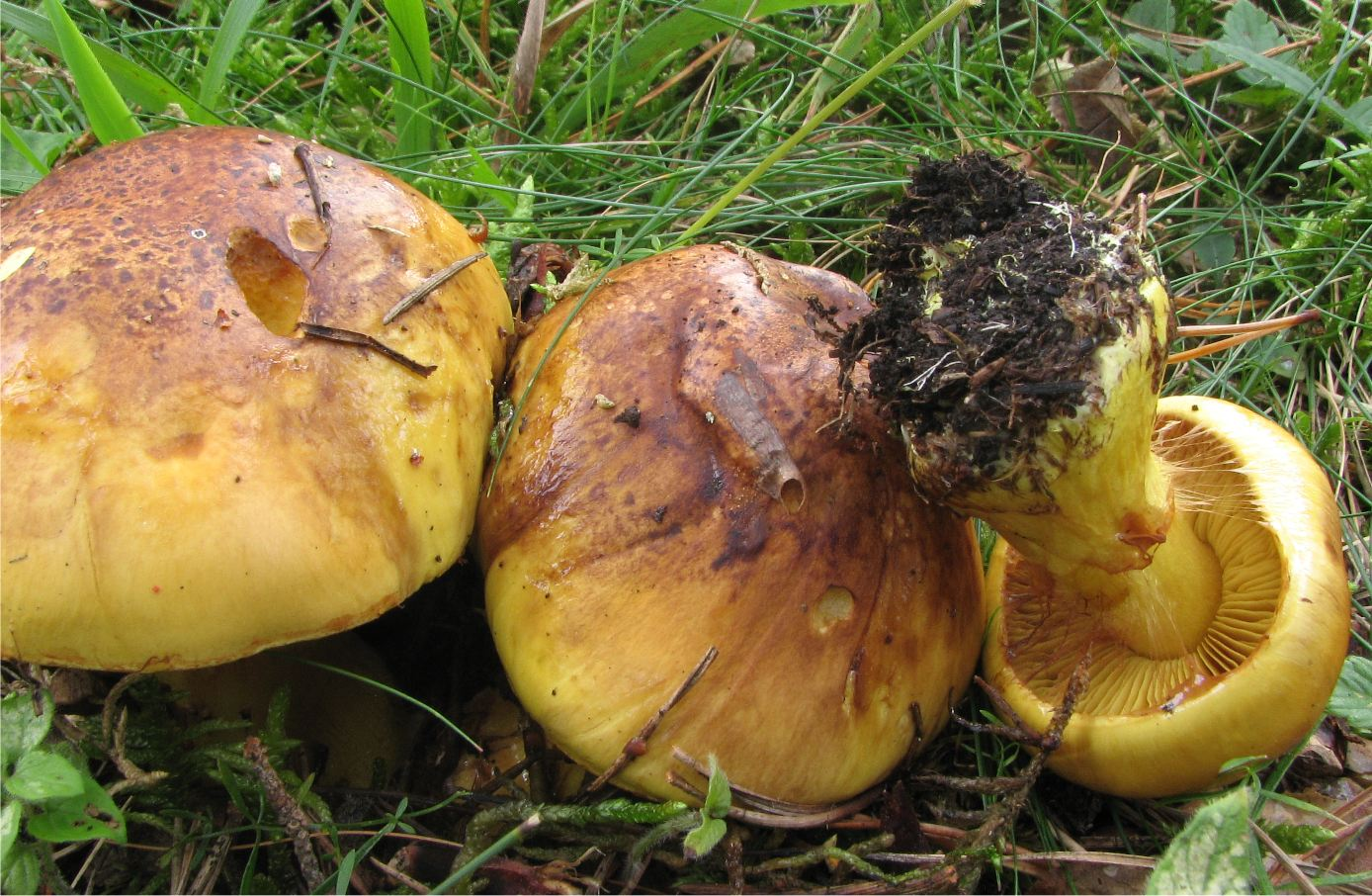
!!!Cortinarius meinhardii sin. Cortinarius vitellinus!!!
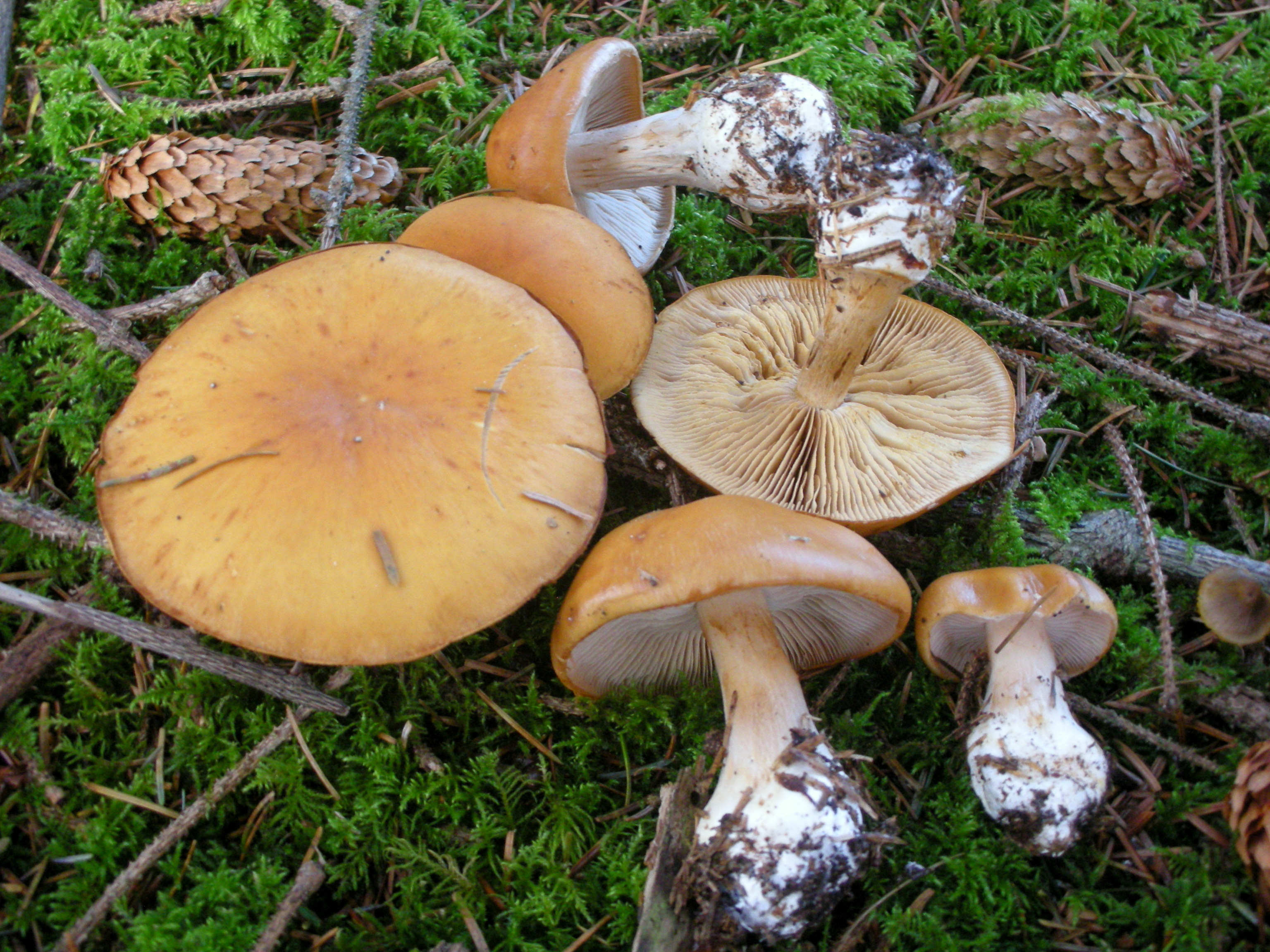
Cortinarius multiformis
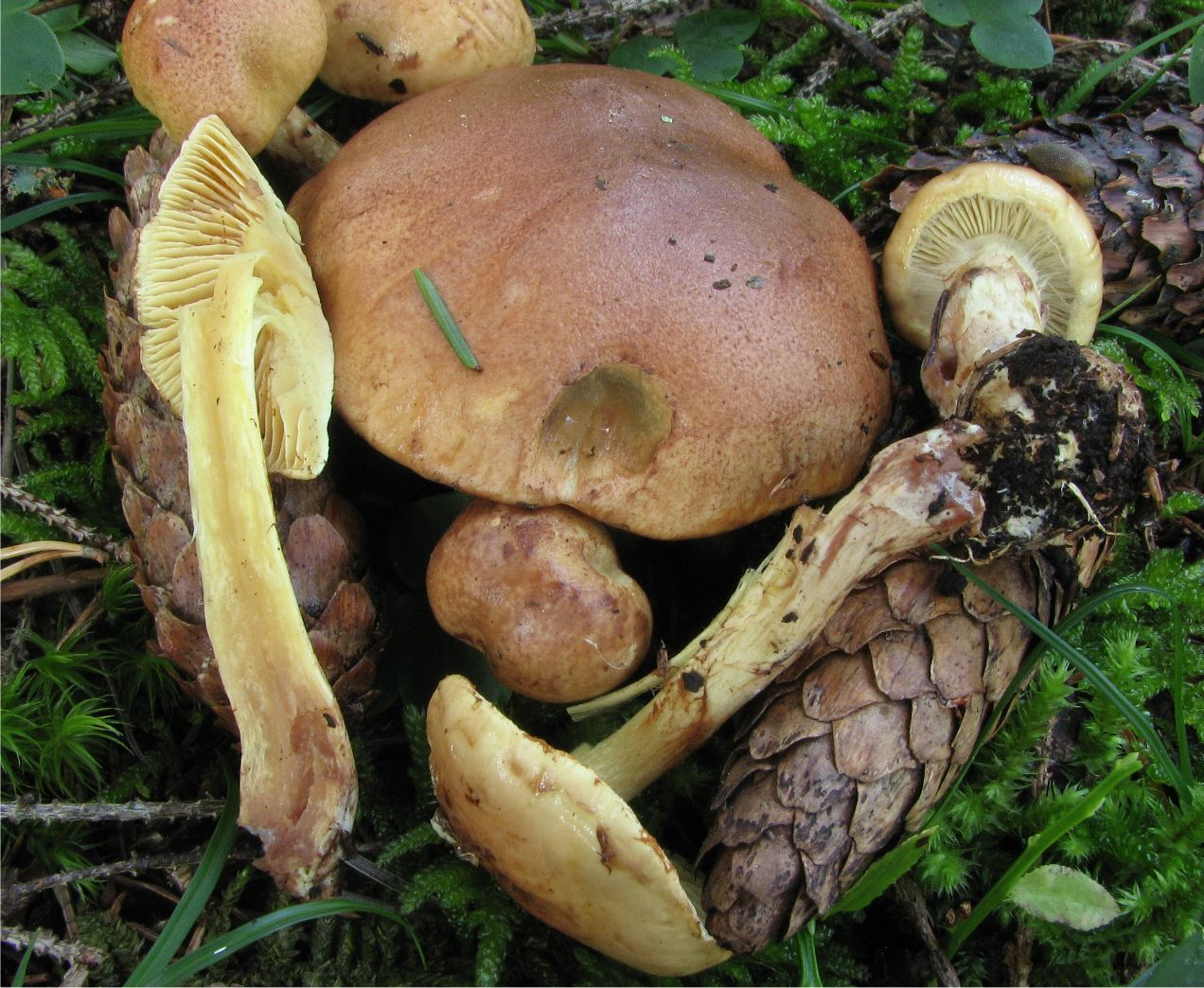
!Cortinarius mussivus!
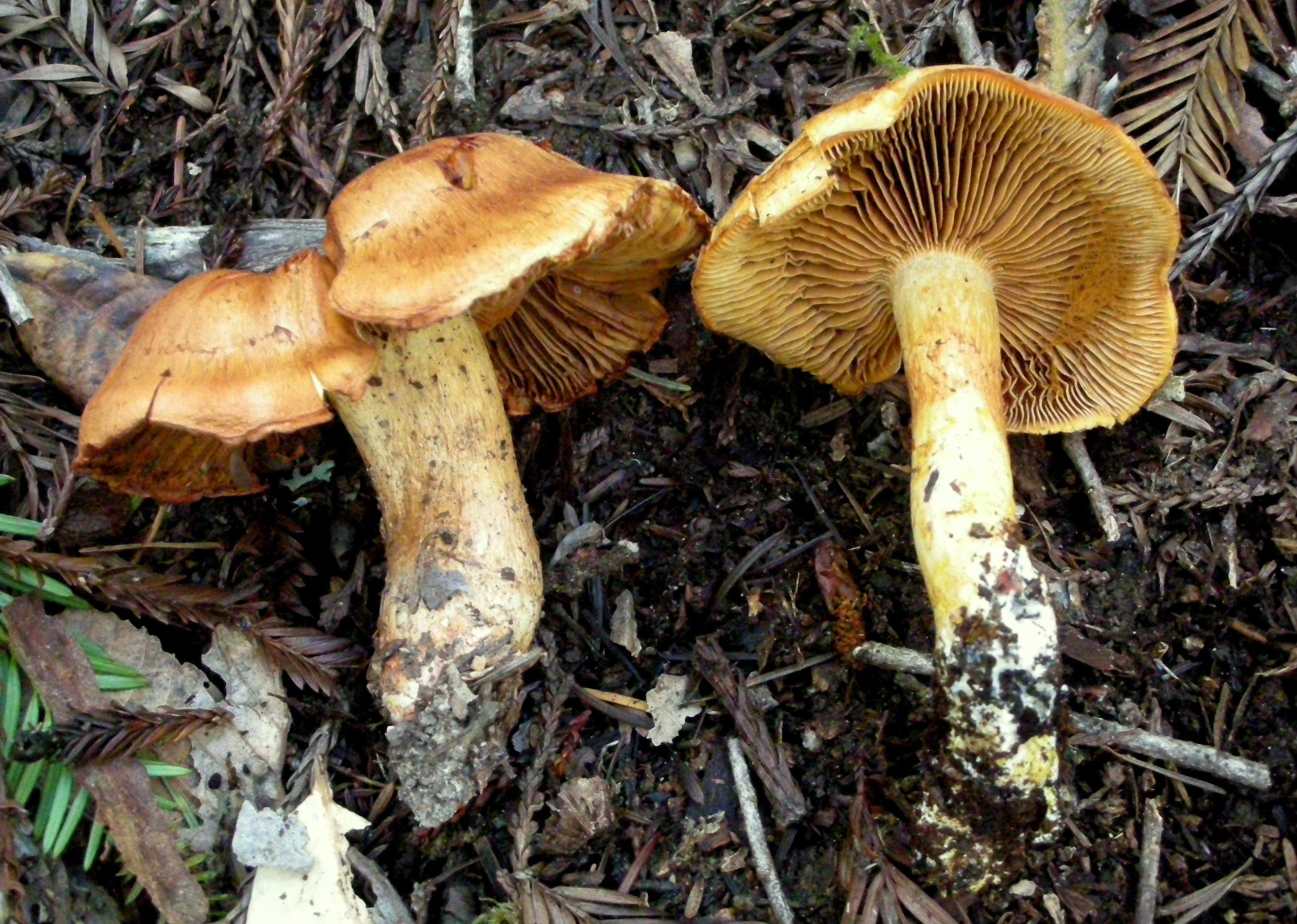
!!Cortinarius rubicundulus!!
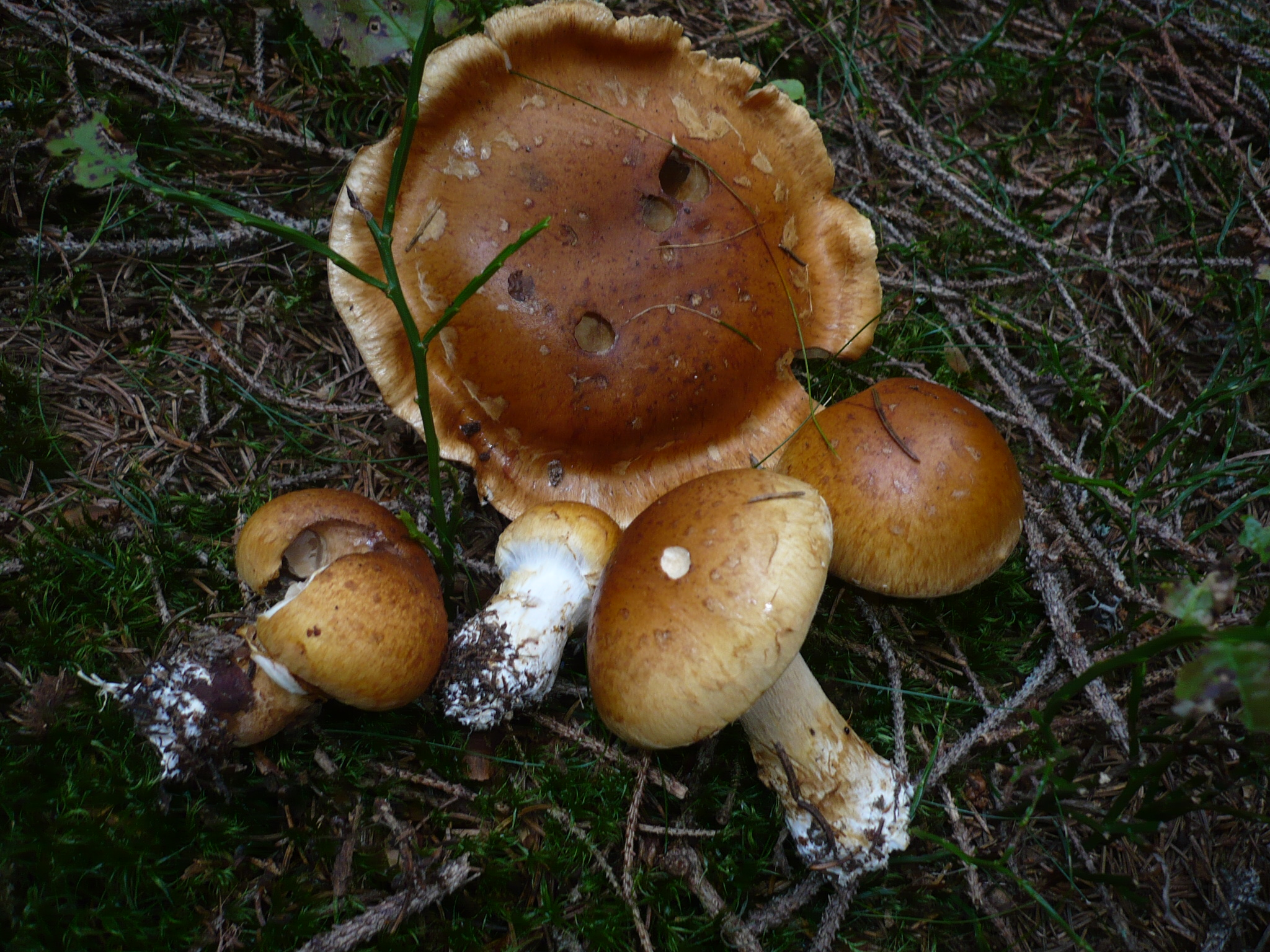
Cortinarius saginus

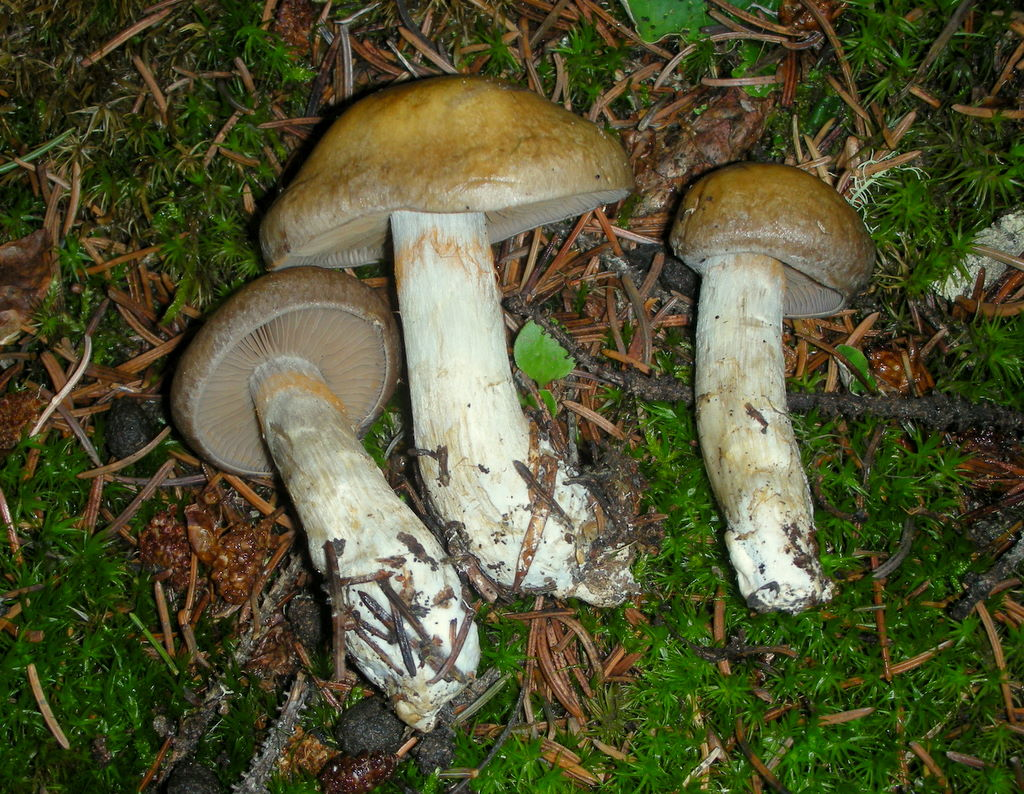
!Cortinarius scaurus!
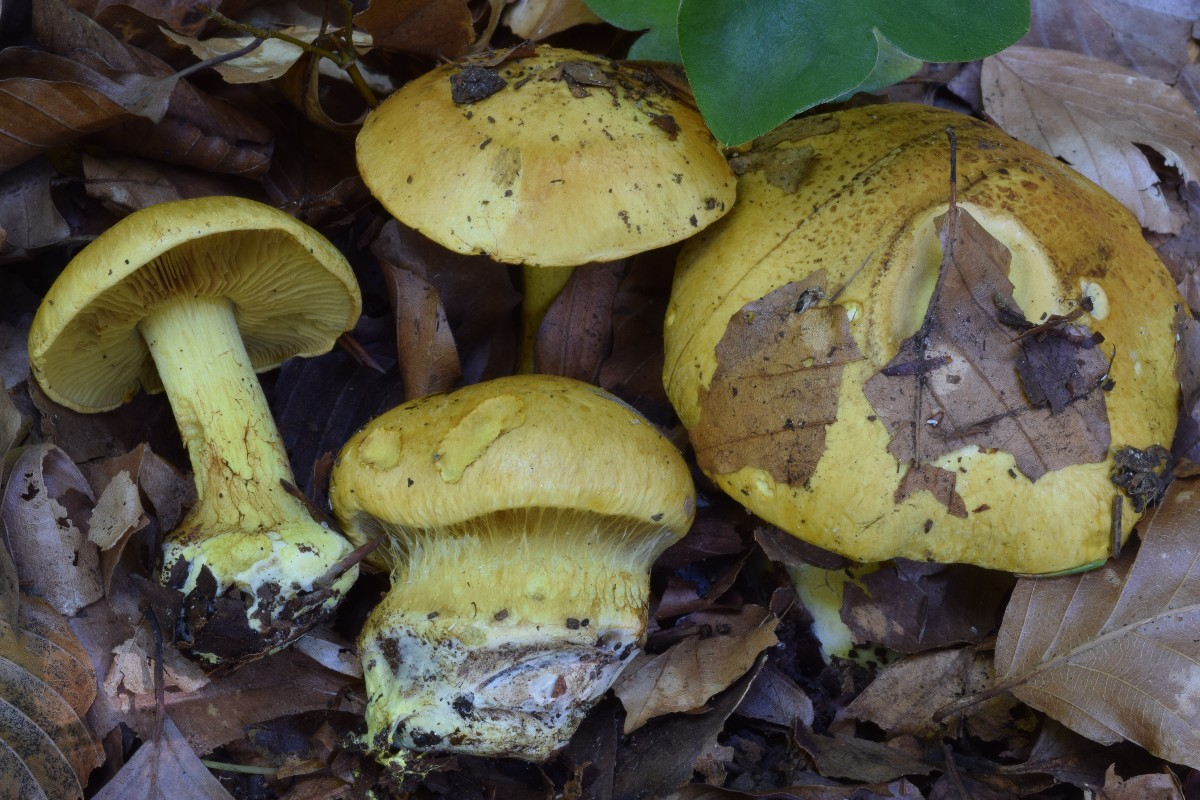
!!!Cortinarius splendens!!!
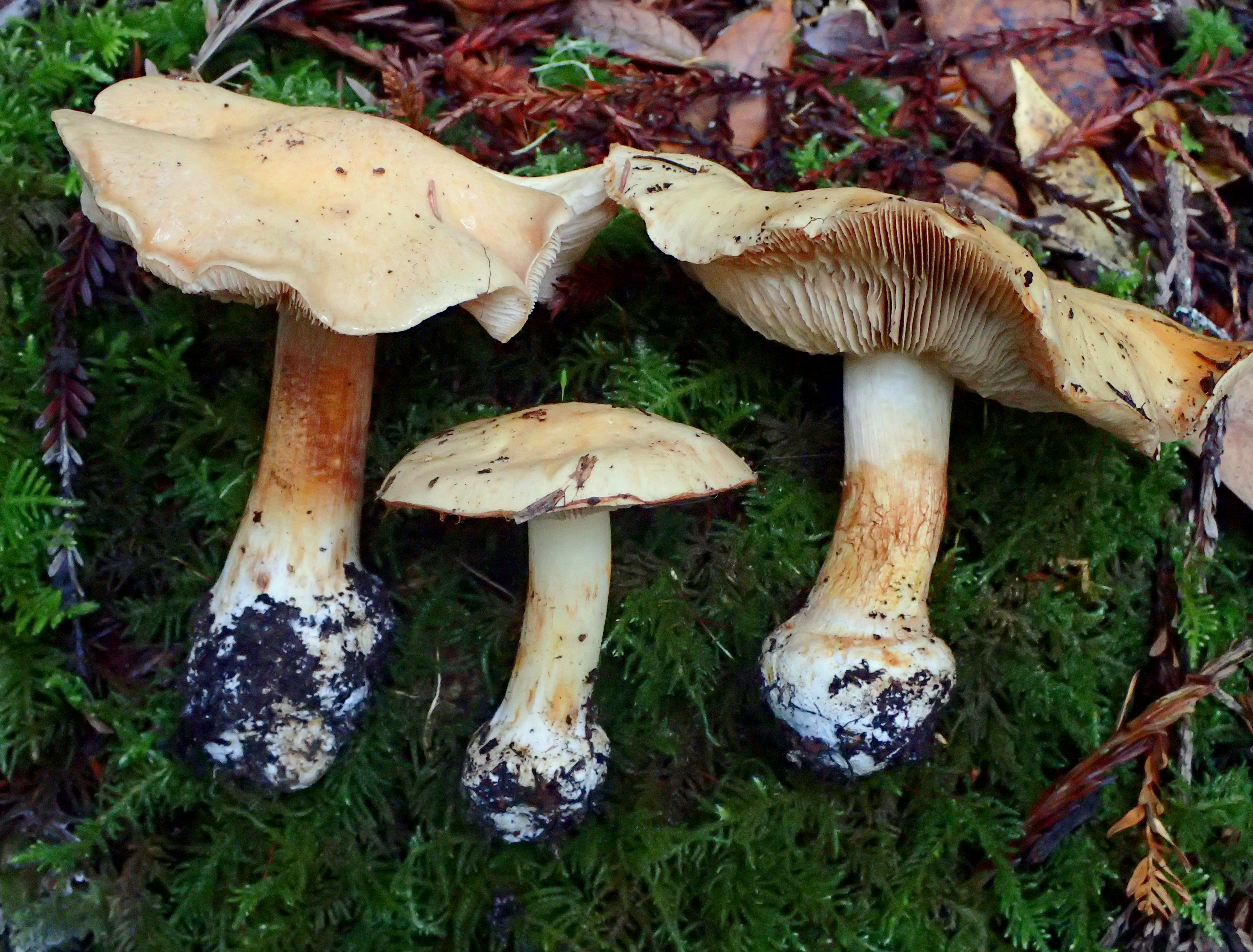
Cortinarius talus
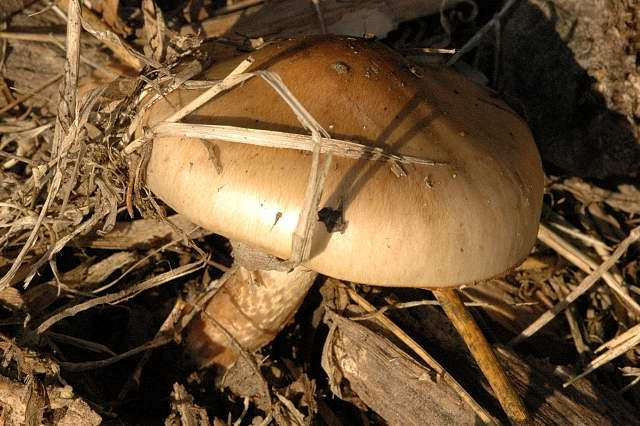
!Cortinarius turmalis!

## Valorificare
Cortinarius elegantior este comestibil și savuros. Dar dați atenție! Datorită cărnii gălbuie, el poate fi confundat cu specii letale, a cărora carne însă este mai puternic galbenă. 